# Che bel pasticcio
Che bel pasticcio è un film commedia del 2006 interpretato da Matthew Modine, Gina Gershon, Christy Scott Cashman, Fisher Stevens, Isiah Whitlock Jr..

## Trama
Mel è un sassofonista sulla quarantina che vive da solo con un pesce rosso di nome Dafne e non ha ancora deciso che cosa fare della propria vita. Dopo svariate avventure che solitamente si concludono in una notte, decide che la svedese Inga fa al caso suo e va a vivere da lei decidendo di subaffittare per un mese il suo appartamento a Ginger, una biologa inglese leggermente nevrotica, che studia i comportamenti amorosi delle rane. Durante un ingaggio ad un matrimonio, Mel conosce la sposa, Diana, una bellissima donna, che si sta sposando con un magnate degli yogurt, e ne è rimasto profondamente attratto.
La storia con Inga si rivela ben presto come tutte le altre e Mel fa ritorno nella sua casa dove deve patteggiare con Ginger per l'utilizzo dell'appartamento. Intanto si mette sulle tracce della bella Diana che non riesce a dimenticare pensando che sia la donna dei suoi sogni. Dopo averla finalmente trovata, inizia a trascurare il suo lavoro di suonatore facendosi assumere come addetto all'ascensore nel condominio dove abita Diana, molto trascurata dal marito.
Ma anche stavolta, capisce che la storia non può andare avanti, essendo profondamente innamorato di Ginger. Tra i due nasce una profonda simpatia anche a causa degli esperimenti di Ginger che coinvolgono Mel e il suo pesciolino rosso. Gli sviluppi della situazione portano ad un finale scontato ma non assolutamente banale.